# Kewa (planta)
Kewa es un género de plantas con flores, que consta de ocho especies de plantas suculentas subleñosas, nativas del este y sur de África, incluidas Santa Elena y Madagascar. Estos son pequeños arbustos o hierbas que forman cojines y tienen hojas comestibles de sabor ácido. Kewa es el único género de la familia Kewaceae.
Las especies se incluyeron anteriormente en el género Hypertelis de la familia Molluginaceae, pero los estudios moleculares han demostrado que la mayoría de las especies no pertenecían allí, sino que estaban relacionadas de forma lejana con Molluginaceae, y se ubicaron en un clado que comprende Aizoaceae, Gisekiaceae y Barbeuiaceae. Solo la especie tipo Hypertelis spergulacea permanece en Molluginaceae, todas las demás se transfirieron al género Kewa, que recibió su nombre de Kew, donde se encuentran los Jardines Botánicos Reales de Kew.

## Taxonomía
El género fue descrito por Maarten Joost Maria Christenhusz y publicado en Phytotaxa 181(4): 240, en 2014.

#### Especies
Comprende 8 especies aceptadas:
- Kewa acida (Hook.f.) Christenh., 2014 – Santa Elena, Ascensión y Tristán de Acuña
- Kewa angrae-pequenae (Friedrich) Christenh., 2014 – Namibia, Sudáfrica
- Kewa arenicola (Sond.) Christenh., 2014 – Sudáfrica
- Kewa bowkeriana (Sond.) Christenh., 2014 – Etiopía, Kenia, Tanzania, Mozambique, Zimbabue, Botsuana, Namibia, Sudáfrica
- Kewa caespitosa (Friedrich) Christenh., 2014 – Namibia, Sudáfrica
- Kewa salsoloides (Burch.) Christenh., 2014 – Mozambique, Angola, Namibia, Sudáfrica
- Kewa suffruticosa (Baker) Christenh., 2014  – Madagascar
- Kewa trachysperma (Adamson) Christenh., 2014 – Sudáfrica

## Cultivo
Las plantas son perennes pero de vida relativamente corta. Se pueden propagar fácilmente a partir de semillas y hacer atractivos arbustos en forma de cojín con hojas coriáceas y muchas flores blancas estrelladas.